# ستيفان بايل
ستيفان بايل (بالفرنسية: Stéphane Paille) (27 يونيو 1965 في كيونزير - 27 يونيو 2017) لاعب كرة قدم فرنسي معتزل كان يجيد اللعب في مركز المهاجم.

## المسيرة الرياضية
بدأ بايل مسيرته الرياضية في نادي سوشو سنة 1982 وساهم في احتلال المركز الثاني في بطولة كأس فرنسا موسم 1987-1988 وتم اختياره أفضل لاعب كرة قدم فرنسي لنفس الموسم. خلال تواجده في نادي سوشو شارك مع منتخب فرنسا في 8 مباريات دولية مسجلا هدف واحد في الفترة من 1986 إلى 1989. في السنوات التسع التالية تنقل بين 8 أندية داخل وخارج فرنسا وهي مونبلييه، بوردو، بورتو البرتغالي، كاين، بوردو (فترة ثانية)، ليون، مولهاوس، سيرفيت السويسري، وهارتز الاسكتلندي. قرر اعتزال لعب كرة القدم نهائيا في سنة 1998.
عاد بايل إلى ناديه الأم سوشو ليعمل به ممرنا من 1999 إلى 2002 حتى جاءت أول فرصة لتدريب نادي بيسانكون ولكنه غادر في سنة 2004 . في السنة التالية انتقل إلى نادي باريس وفي موسم 2005-2006 قام بتدريب نادي أنغرز وفي موسم 2007-2008 قام بتدريب نادي كان.

## روابط خارجية
- ستيفان بايل على موقع قاعدة بيانات كرة القدم.إي يو (الإنجليزية)
- ستيفان بايل على موقع ليكيب (الفرنسية)
- ستيفان بايل على موقع ناشيونال فوتبول تيمز (الإنجليزية)
- ستيفان بايل على موقع عالم كرة القدم.نت (الإنجليزية)